# Halenbeck-Rohlsdorf
Halenbeck-Rohlsdorf là một đô thị thuộc huyện Prignitz, bang Brandenburg, Đức.